# Castell de Bonaguil

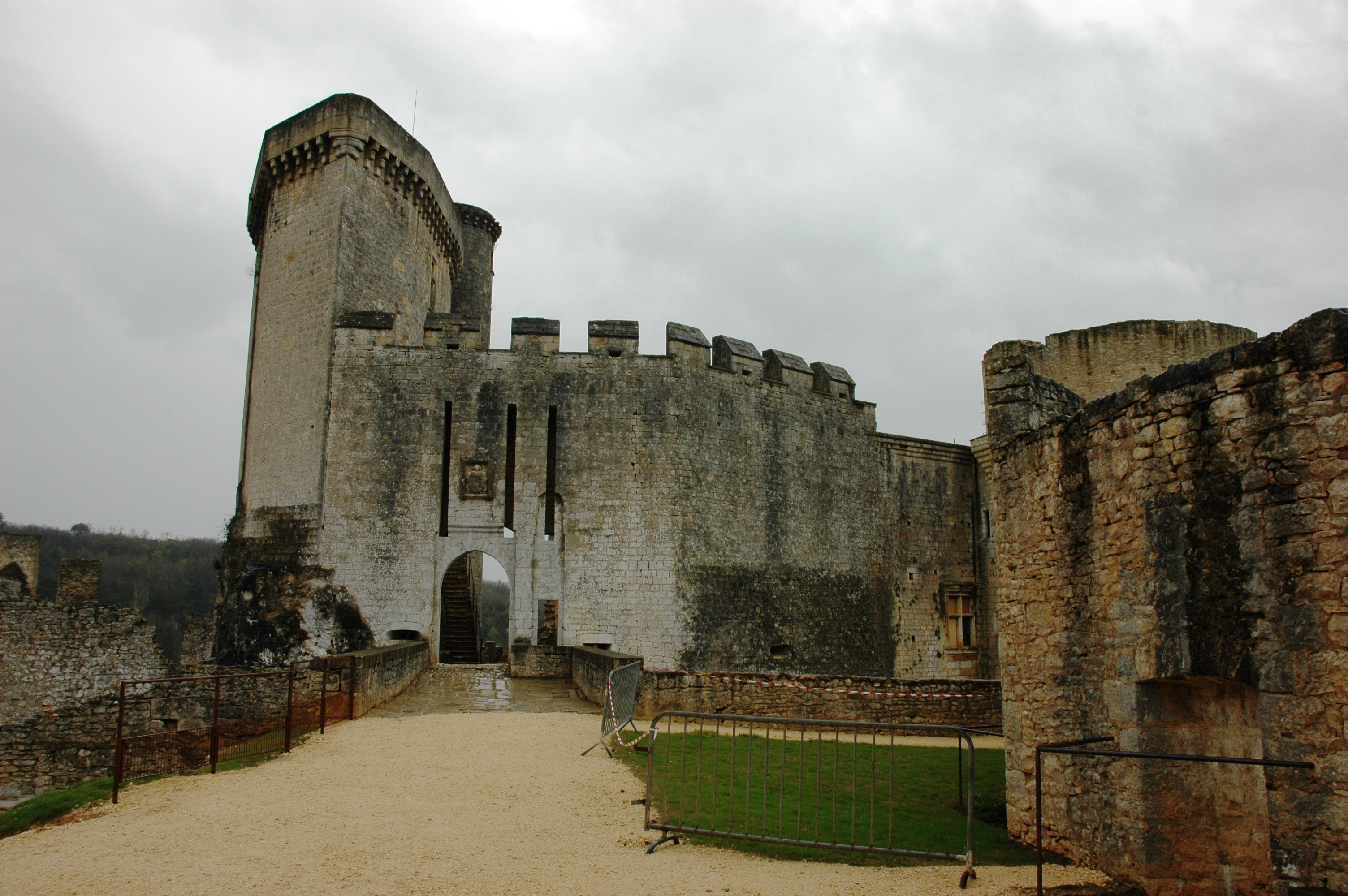
Entrada al castell

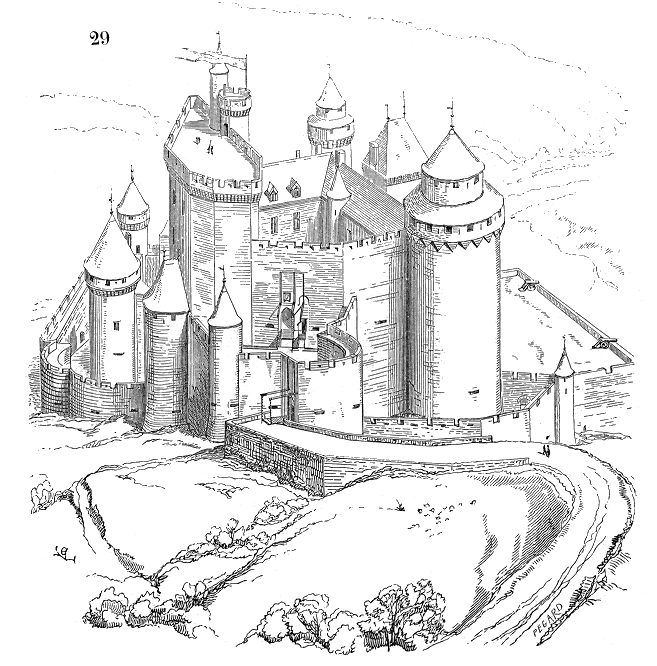
El castell segons dibuix de Eugène Viollet-le-Duc

El castell de Bonaguil està situat a França, sobre el municipi de Saint-Front-sur-Lémance però és propietat del municipi de Fumel al departament d'Òlt i Garona, a la regió de la Nova Aquitània. Classificat Monument històric des de 1862.
El castell de Bonaguil és el més tardà dels castells forticats. Es va començar al segle xiii, després va ser completament reconstruït entre finals del segle xv i començaments del xvi, per Bérenger de Roquefeuil, que hi afegeix tots els perfeccionaments defensius de l'edat mitjana que acabava. Meravella de l'arquitectura militar estenent-se sobre 7.500 m2, integrant els últims progressos de l'artilleria, apareix tanmateix obsolet al seu acabament. Mai no ha estat atacat des del XVI.

## Orígens
El nom significa bona agulla i designa l'indret defensiu: un promontori rocós escarpat que lliga perfectament amb l'establiment d'una fortalesa.
Es va construir un primer castell després de mitjans del segle xiii (entre 1259 i 1271 segons Jacques Gardelle), probablement per Arnaud La Tour de Fumel. L'única entrada de la torre de l'homenatge, construïda sobre una gruta natural, és una porta de sis metres d'alçada, accessible per una escala.
La primera menció en un text data de 1271, en una carta que cataloga els béns del rei de França Felip III l'Ardit. En aquesta data, és vassall del feu de Tournon, i no és probablement més que una senzilla torre poligonal, amb un petit pati voltat d'un mur, més un corral envoltat d'una palissada. La casa no es construeix fins a començaments del segle xiv.
L'ampliació d'una falla a la roca permet de cavar un pou profund de 47 m.
Els senyors del lloc combaten del costat del rei d'Anglaterra durant la guerra dels Cent Anys. El castell és pres diverses vegades, incendiat i abandonat, bé que sempre propietat de la família de Fumel.
L'11 de novembre de 1380, Jean de Fumel-Pujols, baró de Blanquefort i propietari del castell, es casa amb l'hereva dels Roquefeuil, Jeanne Catherine de Roquefeuil, i abandona el seu nom per l'altre més prestigiós. El seu fill Antoine reuneix els béns de les dues famílies, i el seu fill Jean de Roquefeuil s'instal·la amb la seva esposa Isabeau de Peyre a Bonaguil el 1444.

## Els arranjaments de Jean de Roquefeuil
Jean de Roquefeuil, qui ha enviat el seu fill Antoine a participar en la guerra de la Lliga del Bé públic, contra el rei, procedeix a fer alguns arranjaments, tan defensius que de comoditat :

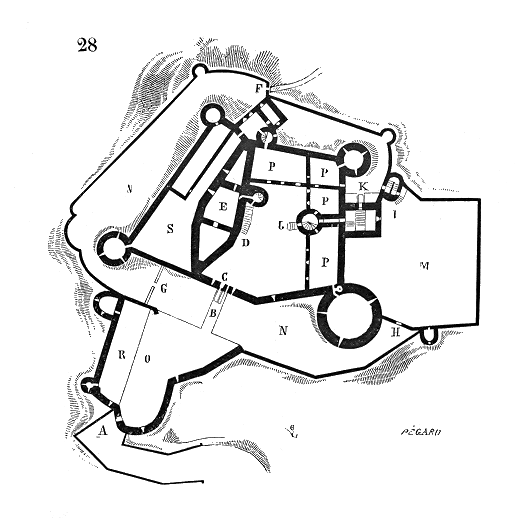
Plànol del castell realitzat per Viollet-le-Duc. El nord-est a baix

- els murs de la casa són sobrealçats (la E sobre el plànol), i atenyen l'alçada de la torre de l'homenatge (que guanya així una silueta més massiva);
- de 1470 a 1482, la torre de l'homenatge és reconstruïda, amb una forma global més afilada, per tal de resistir millor l'artilleria;
- una escala s'instal·la en una nova garita, a l'oest, la qual cosa augmenta l'espai disponible;
- una nova casa és construïda a l'est de la torrassa: actualment està adossat a l'est-sud-est a la cortina, i les seves obertures són orientades al nord-nord-est i a l'oest-nord-oest.

S'acondiciona una rampa per tal d'accedir a la torrassa més fàcilment.

## Els reforços defensius de Béranger de Roquefeuil
Els considerables treballs de defensa del castell troben la seva font en les baralles del senyor de Bonaguil amb el rei Carles VII, que el condemna per la seva violència envers els seus serfs i els seus vassalls. Són finançats gràcies a la fortuna dels Roquefeuil, que posseeixen terres de la Gironda al golf del Lleó. Els treballs s'estenen sobre trenta anys.

### Primer recinte
El principal perill al final del segle xv ve de l'artilleria. Per prevenir-se'n, cal allunyar les peces de l'adversari. Un recinte extern, d'una longitud de 350 m, és afegit al castell, amb cortines baixes retenint una massa de terra, que esmorteeix així les descàrregues d'artilleria. Aquest recinte es reforçà amb garites, el que és la segona innovació d'aquesta reconstrucció: la previsió de l'ús massiu d'artilleria per a la defensa del castell, amb un total de 104 forats condicionats per a les boques a foc.
Els canon de gran calibre són establerts sobre el cim de les torres per tal d'arribar més lluny.
L'esperó sobre el qual està establert el castell és tallat per un ample fossat cavat a la roca. Una barbacana d'obra es construeix més enllà del fossat que s'enllaça per dos ponts llevadísos al cos del castell. També està defensada per diverses voltes de guàrdia, permetent un tir flanquejant i amb forats per als arcabussos que no deixen cap angle mort.
Finalment, es condicionen rondes, en part al fossat nord, per tal de permetre moviments ràpids d'un punt a l'altre del recinte, en cas d'atacs sobre diferents parts del castell, el que prefigura les places fortes del segle xvii.

### Segon sistema de defensa
La part residencial és igualment reforçada. Es construeixen sis torres, quatre d'angles arrodonits, i dos de mitja cortina, una quadrada a l'oest, i una rodona al sud. Les torres a penes són empenyorades, la qual cosa permet un flanqueig millor de les cortines: els defensors de les torres podien tirar sobre els flancs atacants que atacaven al peu del mur situat entre dues voltes.
Aquestes altes torres serveixen, com en el castell medieval, per protegir les muralles gràcies als sortints que constitueixen. La seva alçada garanteix contra l'escalada. La novetat és el tractament del cim, reforçat per tal de permetre l'acollida de l'artilleria. Els corbs que sostenen el camí de ronda són reemplaçats per consoles en piràmide invertida, molt més sòlids i capaços de sostenir una càrrega molt més pesada: la peça d'artilleria i el seu proveïment.

## Delseglexvialseglexviii
Quan Bérenger mor el 1530, el castell de Bonaguil ja no està adaptat a la guerra de setge, però queda una fortalesa imponent.
El seu fill Charles dilapida la seva fortuna, i els seus fills Honorat i Antoine van heretar una fortuna bastant disminuïda. En el transcurs de les guerres de religió, els dos germans combatien als camps oposats, i el castell va ser pres el 1563. Una primera restauració té lloc el 1572. Endeutat, Antoine va haver de vendre la fortalesa al senyor de Pardhaillan el 1618, abans de poder recomprar-la alguns anys més tard.
El seu fill Antoine-Alexandre és marquès, però deixa a la seva única filla Marie-Gilberte, un castell en mal estat i amb els cofres buits. Casada des de la mort del seu pare el 9 de juliol de 1639 (als tretze anys) amb el marquès de Coligny-Saligny, tinent dels gendarmes de les Reines, es dedica a l'aixecament i al manteniment del castell. Es casa de nou el 1655 amb Claude-Yves de Toursel, marquès d'Alegre, amb el qual té una filla que es casa amb Seignelay, ministre de la família de Colbert.
François de Roquefeuil, parent allunyat que tenia alguns drets sobre el castell, en requereix la seva possessió el 1656, després d'haver pres per força el castell de Flaugnac, el conserva prop d'un any, i l'abandona saquejant-lo. Marie-Gilberte resideix a París els últims anys de la seva vida, i deixa abandonat el castell de Bonaguil, fins a la seva mort el 1699. Passa llavors als Montpeyroux (François-Gaspard de Montpeyroux, que, per la seva professió de soldat, no hi va viure gairebé mai, després a la seva germana), que el venen el 1719 a Jean-Antoine de Pechpeyrou-Beaucaire. El fill d'aquest ven el castell a Margarida de Fumel, vídua d'Emmanuel de Giversac, el 1761, que hi fa alguns treballs de restauració.
Margarida de Fumel es queda en efecte regularment al castell de Bonaguil. Fa doncs condicionar el castell, sobretot a la casa (P del plànol). En aquesta època, la part de l'oest del castell és ampliada i condicionada en una gran terrassa i es fa un lloc de passeig. Nous pisos són construïts al sud, fora del recinte interior, i beneficiant-se així d'un millor exposició. La senyora dona festes. Els set ponta llevadís són transformats en ponts falsos. Una part de les muralles és abatuda per tal de donar una vista sobre la vall.

## La Revolució i les restauracions
És el nebot de Margarida de Fumel, Joseph-Louis de Fumel que l'hereda el 1788. L'octubre del mateix any en marxa i el castell és adjudicat com a bé de la Nació. Tot el mobiliari, les teulades, els terres i enfustats són desmuntats i embargats. Quan després de Thermidor, els Fumel recuperen el castell, el venen.
Passa de mans a mans fins a la seva compra el 1860 pel municipi de Fumel, que obté la classificació com a Monument històric (1862), i fa procedir a alguns treballs de restauració per B. Cavailler el 1868 i per l'arquitecte del districte A. Gilles el 1876. Altres treballs tenen lloc el 1948-1950, 1977 i 1985.